# Niels Schneider
Pour les articles homonymes, voir Schneider.
Niels Schneider /nils ʃnedɛʁ/, est un acteur franco-canadien né le 18 juin 1987 à Meudon.
En 2017, il reçoit le César de la meilleure révélation masculine pour Diamant noir, premier film dont il est la tête d'affiche.

## Biographie

### Vie privée
Son père Jean-Paul Schneider a été comédien, metteur en scène, et fondateur d'une école de théâtre à Montréal et sa mère, Isabelle, mannequin. Ses quatre frères Vadim (1986-2003), Volodia (né en 1989), Aliocha (né en 1993) et Vassili (né en 1999) sont aussi dans le milieu artistique.
Il est le compagnon, depuis 2018, de l'actrice et animatrice Virginie Efira, rencontrée sur le tournage du film Un amour impossible en 2017. Ils sont les parents d'un petit garçon nommé Hiro, né le 28 août 2023 à Paris.

### Débuts d'acteur
Il a ses premiers contacts avec le théâtre en accompagnant son père dans les coulisses des spectacles dirigés par ce dernier. En 1995, il arrive au Canada où il connaît ses premières expériences en doublage.
En 2003, sa vie se trouve bouleversée par la perte de son frère, Vadim, âgé de 16 mois de plus que lui et comédien-vedette de la série 15/A. Malgré cette perte, Niels ne se désintéresse pas de la comédie et décroche, trois mois plus tard, le rôle d’Harold dans la pièce Harold et Maude de Colin Higgins alors montée à son école secondaire.
L’année suivante, il joue dans 15/A, la même série que son frère, puis les rôles au théâtre s’enchaînent pour lui : Le Procès de Kafka, Les 7 Portes de Botho Strauss et Mais n'te promène donc pas toute nue ! de Feydeau.

### Seconds rôles au cinéma (2008-2014)

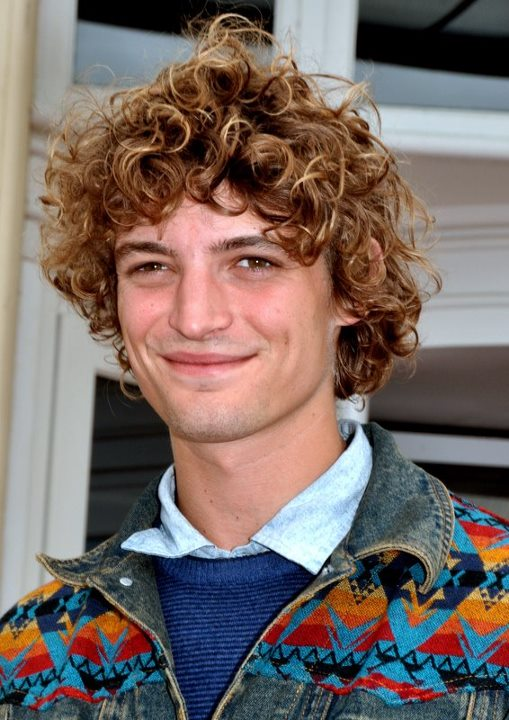
Niels Schneider au festival du film de Cabourg 2012, où il est membre du jury.

Il passe au grand écran en 2008 en interprétant le personnage de Sacha dans Tout est parfait de Yves Christian Fournier. Par la suite, il joue dans les films de Xavier Dolan dont il devient un des acteurs fétiches.
En 2010, il joue aux côtés de Monia Chokri et Xavier Dolan dans le second long métrage de ce dernier, Les Amours imaginaires. Son interprétation lui donnera une grande visibilité et lui vaudra d'obtenir le trophée Chopard en tant que Révélation de l'année au festival de Cannes.
En septembre 2011, il apparaît dans le clip Adieu de Cœur de pirate.
En 2013, il donne la réplique à Isaach de Bankolé et Sonia Rolland dans Désordres, puis joue dans l'expérimental Opium, d'Arielle Dombasle.
L'année 2014 est marquée par des seconds rôles dans des projets plus médiatisés : Gemma Bovery, d'Anne Fontaine, puis Une rencontre, de Lisa Azuelos.
La même année, il joue sur scène Roméo, avec Ana Girardot dans le rôle de Juliette, dans Roméo et Juliette de William Shakespeare, dans une mise en scène de Nicolas Briançon au théâtre de la Porte-Saint-Martin à Paris.

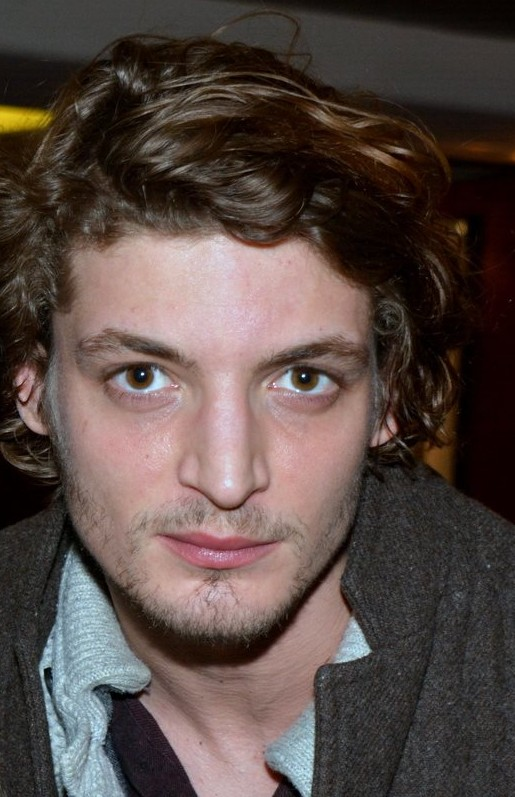
L'acteur en 2015, à l'avant-première de la comédie Discount.

En décembre 2015, il est membre du jury courts métrages du 15e Festival international du film de Marrakech, présidé par Joachim Lafosse.

### Passage au premier plan (2016-2018)
Après des seconds rôles dans la comédie L’Antiquaire et la romance Le cœur Régulier, Niels Schneider porte le thriller Diamant Noir dans lequel il interprète un jeune délinquant. Le film reçoit des critiques positives dans l’ensemble et impose l’acteur canadien dans le registre dramatique. Pour ce film, il décroche une nomination aux Lumières dans la catégorie « meilleure révélation masculine » avant de devenir lauréat du César du meilleur espoir masculin. Sa victoire lui ouvre un peu plus les portes du cinéma français.
En 2017, il prête ses traits au peintre d’origine polonaise Jean Sobieski dans la biographie Dalida qui retrace le destin tragique de la chanteuse italienne du même nom. Sous la direction de Lisa Azuelos, il donne la réplique à de nombreux acteurs reconnus du cinéma français. Parmi eux : Jean-Paul Rouve, Nicolas Duvauchelle ainsi qu’aux acteurs italiens : Riccardo Scamarcio et Sveva Alviti dont c’est le premier rôle au cinéma. Le film reçoit des critiques mitigées dans l’ensemble, mais fonctionne bien en salles. Lors du Festival de Cannes 2017, il fait partie du jury de la 56e Semaine de la critique, présidé par Kleber Mendonça Filho.
Après Dalida, il participe à la superproduction historique, Un Peuple et son Roi. Doté d’un budget de 16 millions d’euros, le film met en scène les prémices de la révolution française et la chute de l'ancien roi Louis XVI. Tourné pendant six mois, le film nécessita des milliers de figurants, et les conseils d’historiens spécialisés. Constitué d’une pléiade d’acteurs prestigieux, Niels Schneider partage notamment l’affiche aux côtés de Gaspard Ulliel, Adèle Haenel, Olivier Gourmet ou encore Louis Garrel qu’il retrouve après Les Amours Imaginaires. Lors de sa sortie en salles, le film est sujet à de nombreux débats. Les critiques relèvent la mise en scène et la direction d’acteurs quand les historiens notent l’irrégularité du travail historique.[réf. nécessaire]
Il tourne ensuite pour la seconde fois aux côtés de sa compagne Virginie Efira l'adaptation cinématographique du livre de Christine Angot Un amour impossible. Il y interprète un homme pervers qui détruit la vie de son premier amour en la manipulant, allant jusqu’à abuser de sa fille (dont il est le père) pour arriver à ses fins. Il change de registre en obtenant le rôle titre du film de guerre Sympathie pour le diable et enfin Curiosa qui est un échec.[réf. nécessaire]

### Confirmation comme tête d'affiche (depuis 2020)
Niels Schneider entame les années 2020 en jouant dans l'adaptation cinématographique de la pièce de Marguerite Duras : Suzanna Andler. Réalisé par Benoit Jacquot, il y incarne l'amoureux de Charlotte Gainsbourg. Le film est un véritable échec critique et public.[réf. nécessaire] Il enchaine avec la comédie dramatique Les Choses qu'on dit, les choses qu'on fait d'Emmanuel Mouret aux côtés de Camélia Jordana et Émilie Dequenne. Le film est bien accueilli dans son ensemble et l'acteur est nommé au César du meilleur acteur dans un second rôle.
En 2021, il co-écrit avec Cristián Jiménez et Jean-Pol Fargeau, et réalise son premier court-métrage, Le rite, dans lequel il met en scène sa compagne Virginie Efira.

## Filmographie

### Cinéma

#### Années 2000
- 2007 : Le Goût du néant de Pascal Robitaille : L'ami de Julien
- 2008 : Tout est parfait d'Yves Christian Fournier : Sacha
- 2009 : J'ai tué ma mère de Xavier Dolan : Éric
- 2009 : À vos marques... party! 2 de Frédérik d'Amours : Le frère d'Anna

#### Années 2010
- 2010 : Les Chroniques de l'autre de Sophie Farkas Bolla (court-métrage) : Louis
- 2010 : La Neige cache l'ombre des figuiers de Samer Najari (court-métrage) : Sacha adulte
- 2010 : Les Amours imaginaires de Xavier Dolan : Nicolas
- 2010 : Fatal de Michaël Youn : Le baveux en voiture
- 2010 : 2 frogs dans l'Ouest de Dany Papineau : Max
- 2011 : Bonne journée d'Alexandre Richard (court métrage) : Nick
- 2011 : Full Moon Renaissance de Joe Nimziki : Roland
- 2011 : Toy Soldier de Jeremy Bliss (court métrage) : Aubrey
- 2012 : L'Âge atomique d'Héléna Klotz - Théo
- 2012 : Les Ravissements d'Arthur Cahn (court-métrage) : Étienne
- 2012 : Miao Shan et le Minotaure de Stéphane Sednaoui (court-métrage) : Magicien
- 2013 : Les Rencontres d'après minuit de Yann Gonzalez : Matthias
- 2013 : Désordres d'Étienne Faure : Thibaut
- 2013 : Opium d'Arielle Dombasle : Maurice Sachs
- 2014 : Métamorphoses (moyen-métrage) de Shanti Masud : Le Désenchanté / Le Monstre
- 2014 : Gemma Bovery d'Anne Fontaine : Hervé
- 2014 : Une rencontre de Lisa Azuelos : Hugo
- 2014 : Voix off (La Voz en off) de Cristián Jiménez : Antoine
- 2015 : L'Antiquaire de François Margolin : Klaus
- 2016 : Le Cœur régulier de Vanja d'Alcantara : Nathan
- 2016 : Diamant noir d'Arthur Harari - Pier Ulmann
- 2016 : Polina, danser sa vie de Valérie Müller et Angelin Preljocaj : Adrien
- 2016 : Belle Dormant d'Adolfo Arrieta : Le Prince Egon de Létonia
- 2017 : Dalida de Lisa Azuelos : Jean Sobieski
- 2018 : Un peuple et son roi de Pierre Schoeller : Saint-Just
- 2018 : Un amour impossible de Catherine Corsini : Philippe
- 2018 : Le Cahier noir de Valeria Sarmiento : Marquis de Lusault
- 2018 : La Femme la plus assassinée du monde de Franck Ribière : Jean
- 2019 : Sympathie pour le diable de Guillaume de Fontenay : Paul Marchand
- 2019 : Curiosa de Lou Jeunet : Pierre Louÿs
- 2019 : Sibyl de Justine Triet : Gabriel
- 2019 : La Femme de mon frère de Monia Chokri : Alex
- 2019 : Revenir de Jessica Palud : Thomas Moreno

#### Années 2020
- 2020 : Futura de Lamberto Sanfelice : Louis
- 2020 : Les choses qu'on dit, les choses qu'on fait d'Emmanuel Mouret : Maxime
- 2021 : Suzanna Andler de Benoît Jacquot : Michel
- 2022 : Sentinelle sud de Mathieu Gerault : Christian Lafayette
- 2023 : Apaches de Romain Quirot : Jésus
- 2023 : Avant l'effondrement d'Alice Zeniter et Benoît Zeniter : Tristan
- 2023 : Coup de chance de Woody Allen : Alain Aubert
- 2023 : La Vénus d'argent d'Héléna Klotz : Augustin
- 2025 : Badh de Guillaume de Fontenay : Alex
- 2025 : Les Tourmentés de Lucas Belvaux : Skender
- 2026 : De Gaulle d'Antonin Baudry : le général Leclerc
- 2026 : L'Inconnue d'Arthur Harari

### Réalisation
- 2021 : Le Rite (court-métrage)

### Télévision
- 2010 : Virginie (série) : Cédérick
- 2011 : Val d'or (téléfilm) d'Héléna Klotz : Théo
- 2012 : Clash (série) de Pascal Lahmani : Raphaël
- 2012 : Un autre monde (téléfilm) de Gabriel Aghion : Louis
- 2013 : Odysseus (série) de Stéphane Giusti : Télémaque
- 2017 : Paris etc. (série) de Zabou Breitman : Léo
- 2018 : Ad Vitam (série) de Thomas Cailley : Virgil Berti dit Caron
- 2021 : Le Cahier noir (O livro negro do padre Dinis) (mini-série) de Valeria Sarmiento : Marquis de Lusault
- 2021-2022 : Totems (série) de Juliette Soubrier et d’Olivier Dujols : Francis Mareuil [9]
- 2023 : D'argent et de sang (mini-série) de Xavier Giannoli : Jérôme Attias
- 2024 : Le Monde n’existe pas (mini-série) d'Erwan Le Duc : Adam Vollmann

### Doublage
- 2022 : Icare de Carlo Vogele : Thésée (voix)

### Clip
- 2011 : Adieu de Cœur de pirate, réalisé par Jérémie Saindon
- 2013 : Cardiocleptomania de Logo, réalisé par Alice et Virgile

### Publicités
- 2016 : Le Baiser, mini-film de quatre clips réalisé par Luca Guadagnino pour la promotion du café Carte Noire[10].

## Théâtre
- 2014 : Roméo et Juliette de William Shakespeare, mise en scène Nicolas Briançon, Théâtre de la Porte-Saint-Martin
- 2014-2015 : Kinship de Carey Perloff (en), mise en scène Dominique Borg, Théâtre de Paris

## Distinctions

### Récompenses
- Festival de Cannes 2011 : Trophée Chopard
- César 2017 : César du meilleur espoir masculin pour Diamant noir
- Festival de Saint-Jean-de-Luz 2019 : Meilleure interprétation masculine pour Sympathie pour le diable
- Festival du film historique de Waterloo 2019 : Prix d’interprétation masculine pour Sympathie pour le diable
- Festival de Saint-Jean-de-Luz 2021 : Meilleure interprétation masculine pour Sentinelle sud (ex aequo avec Sofian Khammes)

### Nominations
- Molières 2014 : Molière du jeune talent masculin pour Roméo et Juliette
- Lumières 2014 : Prix Lumières du meilleur espoir masculin pour Désordres
- Lumières 2017 : Prix Lumières du meilleur espoir masculin pour Diamant noir
- César 2021 : César du meilleur acteur pour Les Choses qu'on dit, les choses qu'on fait

### Jury de festival
- 2011 : Juré au Festival du film francophone d'Angoulême
- 2015 : Juré du court métrage « Cinécoles » au Festival international du film de Marrakech
- 2017 : Juré de la 56e Semaine de la critique au Festival de Cannes

### Décorations
- Chevalier de l'ordre des Arts et des Lettres Il est fait chevalier le 12 mars 2019[11].